# Arroyomolinos (Madrid)
Arroyomolinos er en by og kommune i det centrale Spanien i Madrid-regionen. Den har et indbyggertal på 37.208 (2024) indbyggere.